# Cirrhinus cirrhosus
L'aspio asiatico (Cirrhinus cirrhosus Bloch, 1795) è un pesce osseo d'acqua dolce appartenente alla famiglia Cyprinidae.

## Descrizione
La colorazione è uniformemente grigio argentea. Raggiunge il metro di lunghezza per 12,7 kg di peso. La taglia media è sui 40 cm.

## Distribuzione e habitat
L'areale di questa specie è difficilmente ricostruibile a causa delle introduzioni avvenute nei secoli in tutta l'Asia tropicale. L'areale naturale si ritiene comprendesse vari bacini idrografici della penisola indiana.
Vive in fiumi con corrente vivace. Tollera salinità elevate.

## Biologia

### Alimentazione
Gli adulti sono erbivori e si nutrono sia di fitoplancton che di alghe bentoniche. I giovanili hanno dieta più variata.

### Riproduzione
La riproduzione avviene in acque basse, su fondali molli. Ogni femmina depone fino a un milione di uova.

## Pesca
Molto importante per la pesca commerciale e l'acquacoltura indiana e dell'Asia meridionale. Specie robusta e di rapido accrescimento. Viene allevato in stagni, spesso in compagnia di altri ciprinidi, dove però non riesce a riprodursi per cui è necessaria la riproduzione artificiale. La taglia commerciale è attorno a 1 kg. Le carni sono molto apprezzate, più degli altri ciprinidi allevati in Asia come Labeo rohita e Catla catla e spunta pezzi assai alti sui mercati.

## Conservazione
Le popolazioni naturali sono in declino numerico a causa dell'introduzione di aliene, dell'inquinamento idrico, della sovrapesca e della perdita dell'habitat. La IUCN considera questa specie come vulnerabile.